# Телль-Тайинат

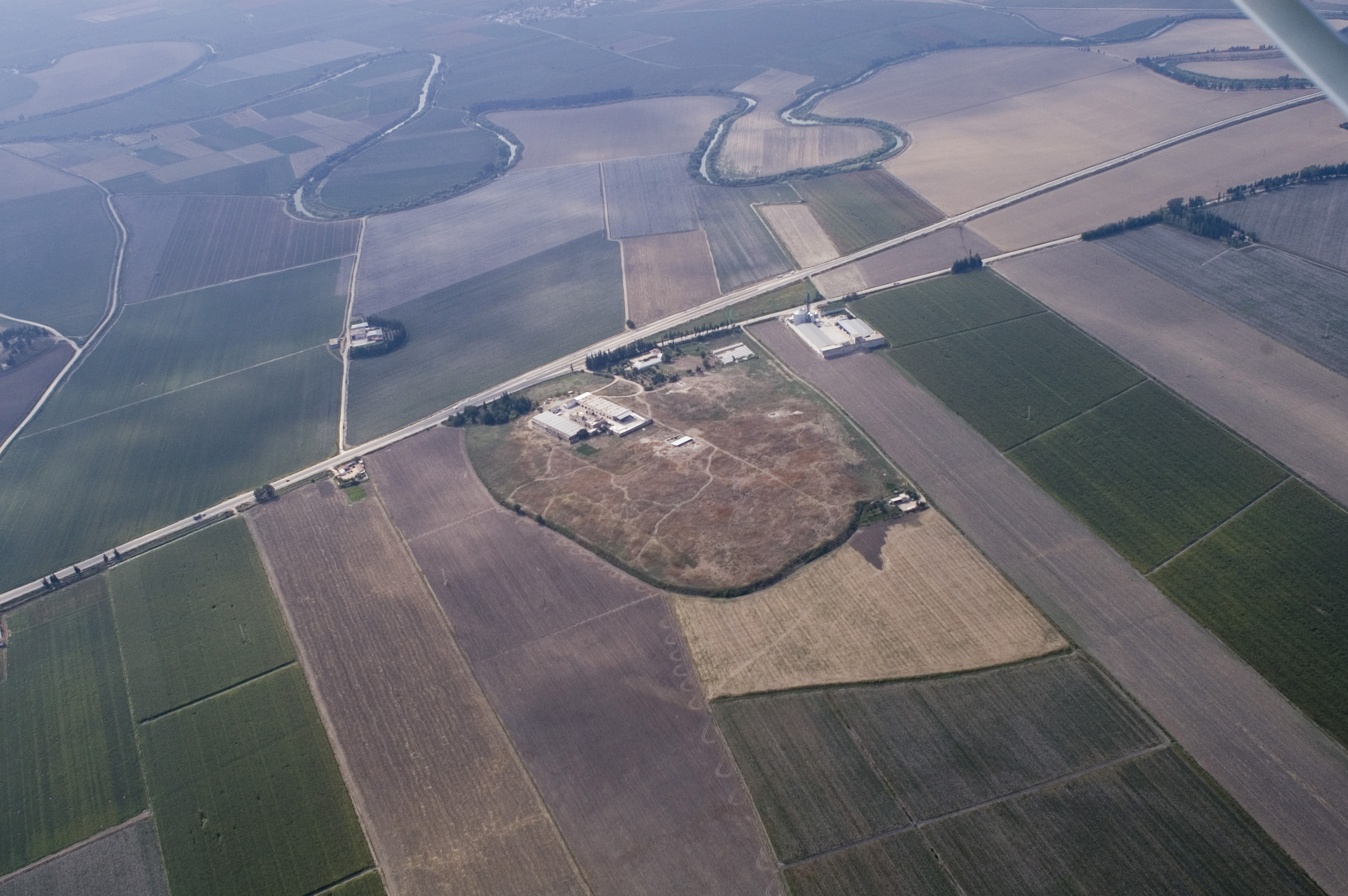
Tell Tayinat

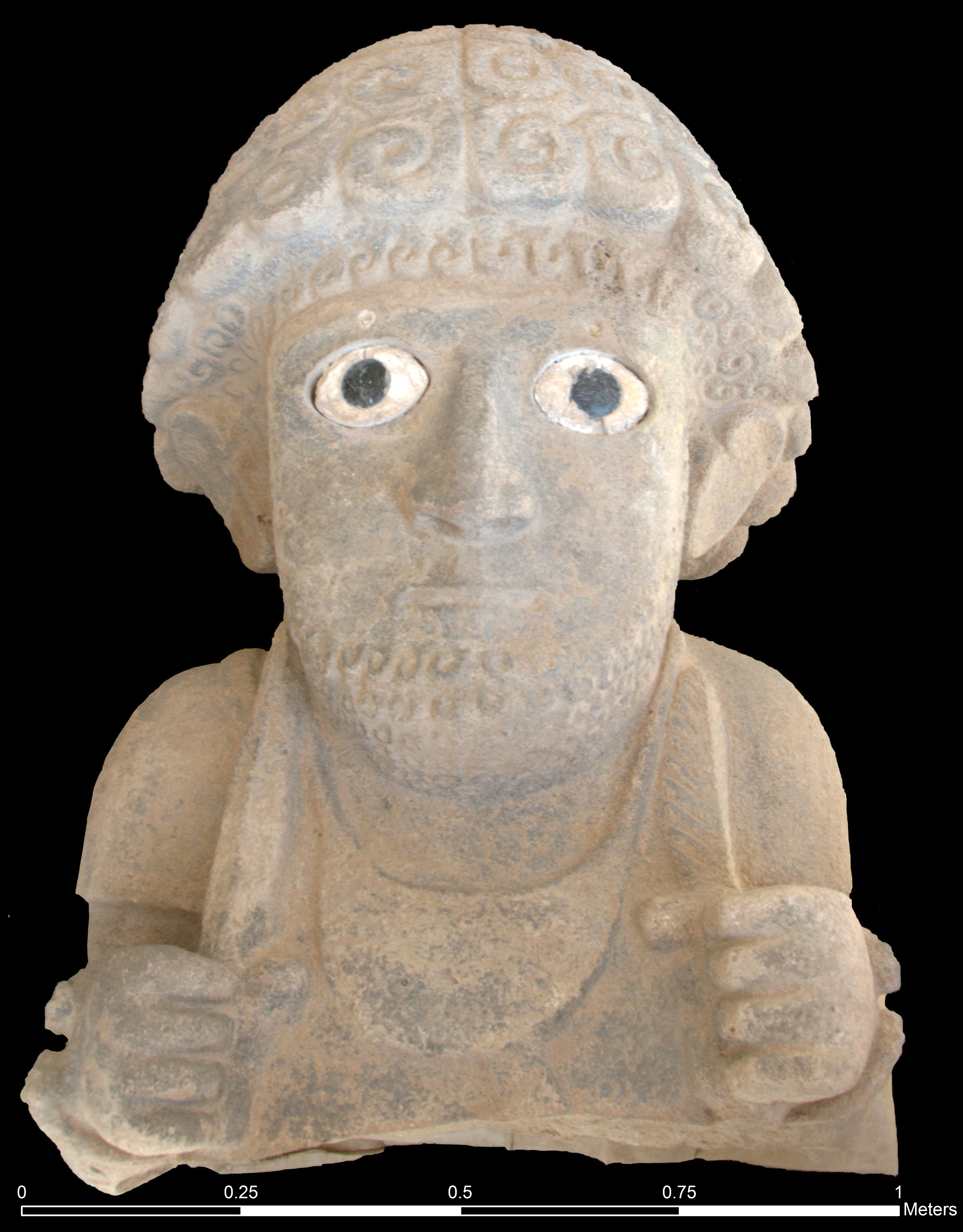
King Suppiluliuma

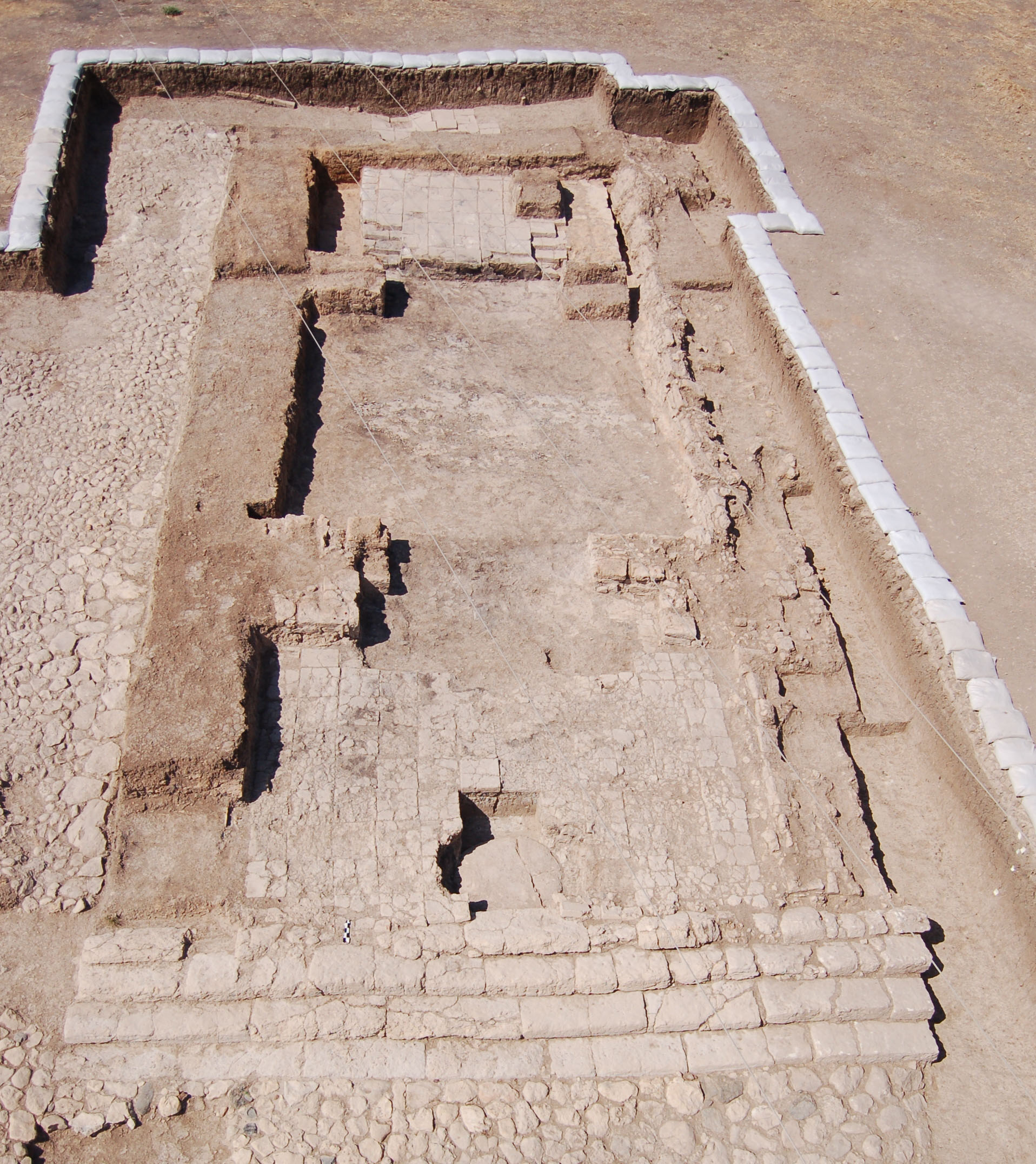
Iron Age Temple

Телль-Тайинат (тур.Tell Tayinat) — древние низменные курганы на восточном берегу в излучине реки Оронт, в провинции Хатай нынешней юго-восточной Турции в 25 километрах от Антакьи. Местность находится в 800 метров от Телль-Атчана (Tell Atchana), на месте древнего города Алалах (Alalakh) или же Киналуа (венг. Kinalua), который являлся столицей неохеттского государства Унки. Возможно идентичен городу Халне или Калне (Calneh), упомянутом в Священном Писании (Амос. 6:2).
Влияние Куро-Аракской культуры (4000 — 2200 гг. до н. э.) достигло Телль-Тайината.
Обнаружены останки древнего храма сооруженного примерно в 10—9 веках до нашей эры. Храм был обнаружен группой канадских археологов. Так же был найден фрагмент стелы с иероглифами на лувийском языке.